# Árna saga biskups
Árna saga biskups también Árna saga Þorlákssonar es una de las sagas de los obispos sobre la vida y ministerio de Árni Þorláksson, obispo de Skálholt entre 1269 y 1298. Árni nació en Svínafell en 1237 y fue educado por Brandur Jónsson del clan familiar de los Svínfellingar, monasterio agustino de Þykkvabœr. Árni era monárquico lealista y amigo del arzobispo de Niðaróss (Trondheim), por lo que visitaba a menudo Noruega, donde murió (en Bergen) en 1298. La saga trata sobre los acontecimientos de su vida hasta 1291, aunque algunos fragmentos finales de la obra se han perdido. 
La trama se centra en dos temas principales: los conflictos en Islandia entre el poder de la Iglesia y la autoridad secular sobre la propiedad eclesiástica (staðamál), y la ratificación de Jónsbók en el Althing (1281). La saga se muestra claramente favorable a la autoridad clerical. Se ha teorizado que es una obra temprana del siglo XIV de Árni Helgason, un pariente que sucedió a Árni, y bien versado en los asuntos de la diócesis de Skálholt. Las fuentes de la saga se basan en
anales y registros diocesanos medievales, y la tradición oral contemporánea.
Árna saga biskups se encuentra en manuscritos que contienen la última parte de la saga Sturlunga, y comparte el mismo estilo descriptivo, aunque profundamente enlazada con reflexiones piadosas sobre los asuntos de los hombres. La saga se considera entre las más importantes fuentes sobre la política entre Noruega e Islandia en la Edad Media.